# سانجام (فلم)
سانجام (بالهندية: संगम) (بالإنجليزية: Sangam) هو فيلم رومانسي من بوليوود إنتاج عام 1964، من إخراج وإنتاج راج كابور، وشارك في الإنتاج ستوديو محبوب وأيضا شركة فيلمستان، الفيلم من تأليف إندير راج أناند.
الفيلم من بطولة راج كابور، فيجايانثيمالا وراجندرا كومار في الأدوار الرئيسية، مع افتخار، راج ميهرا، نانا بالسيكار، لاليتا باوار، أشالا ساشديف وهاري شيفداساني في الأدوار الداعمة. تدور أحداث الفيلم حول الشاب سوندار الذي يحاول إثبات نفسه والتسجيل في سلاح الجو الهندي. يقوم برحلة محفوفة بالمخاطر، ويختفي، ويُعتقد أنه مات ولهذا تتقرب زوجته من حبيبها السابق.
كان أول فيلم هندي يتم تصويره خارج الهند حصريًا، وكان أيضًا من بين أغلى فيلم في ذلك الوقت مع أطول مدة تشغيل لفيلم هندي، وساهم كل هذا بشكل كبير في النجاح التجاري للفيلم.
صدر الفيلم إلى دور العرض الهندية في 18 يونيو 1964.
عرض الفيلم عالمياً في الاتحاد السوفيتي عام 1964 وتركيا عام 1968، بالإضافة إلى بلغاريا واليونان والمجر. أعاد المخرج داساري نارايانا راو إنتاج الفيلم بلغات التيلجو والكانادا باسم Swapna سوابنا عام (1981). كما أعيد إنتاج الفيلم باللغة التركية عام 1968.
منح موقع قاعدة بيانات الأفلام على الإنترنت (IMDB) الفيلم درجة 7.3/ 10.
(من بوليوود: مصطلح غير رسمي يُستخدم على نطاق واسعٍ للإشارة إلى صناعة الأفلام باللغتين الهندية والأوردو بمدينة مومباي في الهند).

## طاقم التمثيل
- راج كابور: في دور سوندار كانا
- فيجايانتيمالا: في دور رادها كانا
- راجندر كومار: في دور جوبال فيرما
- إفتخار: في دور ضابط بسلاح الطيران
- راج مهرا: في دور القاضي مهرا
- نانا بالسيكار: في دور ناتيو
- لاليتا باور: في دور السيدة فيرما
- هاري شيفاداساني: في دور الكابتن
- اكالا سكاديف: في دور زوجة الكابتن
- راندير كابور: في دور سوندار كانا (الطفل)[15][16]

## أحداث الفيلم
تبدأ الأحداث مع ثلاثة أطفال تربطهم صداقة وزمالة دراسة، سوندار (راج كابور)، جوبال (راجندرا كومار) ورادها (فيجايانتيمالا)، وبمرور الوقت يفتن سوندار بحب رادها، بالنسبة له هي الانثى الوحيدة في العالم، ولكنها تفضل جوبال الذي يحبها هو أيضا ولكن عندما يعترف له سوندار بحبه لرادها، يقرر جوبال أن يكتم حبه عن صديقه، وعن حبيبته. يلتحق سوندار بسلاح الجو الهندي ويتم تكليفه بمهمة خطيرة في كشمير، حيث يقوم بنقل معدات إلى الجنود الذين يقاتلون هناك، قبل مغادرته لمهمته العسكرية يأخذ وعدًا من جوبال، الذي يثق به ثقة عمياء، بعدم السماح لأي رجل بالإقتراب من رادها أثناء غيابه، يطير سوندار إلى مهمته، ولكن تسقط طائرته ويتم إدراجه على أنه قتل في العمليات، وينال وسام بعد إعلان مقتله. بالرغم من حزن جوبال ورادها على موت سوندار، لكن يظهر الحب بينهما ويبدأ الجميع في التحضير لزواجهما، وتحدث المفاجأة ويعود سوندار بعد نجاته من الموت، ويضطر جوبال بأن يفي بوعده لصديق طفولته ويتراجع عن علاقته بحبيبته. كانت أسرة رادها لا تفضل زواجها من سوندار، ولكنه الآن بطلًا وحامل وسام رفيع، يعود جوبال إلى الظل يراقب، بينما يستأنف سوندار الذي يولد من جديد جذبه لرادها، ويتقدم لأسرتها ويتم الزواج. تبدأ الحياة الزوجية وقد تحقق حلم حياة سوندار، أما رادها فقد صممت على أن تكون الزوجة الوفية، وتخرج خيال جوبال من رأسها. يستمر سوندار في جذب صديق عمره إلى حياته الزوجية مما يزعج رادها.
يتحطم نعيم الزوجية عندما يكتشف سوندار عن طريق الصدفة رسالة حب غير موقعة كتبها جوبال إلى رادها، يشهر سوندار الغاضب مسدسا في وجه زوجته ويطالبها بإفشاء أسم عشيقها مهددًا بقتل الرجل، لكنها ترفض. تمر الأيام في الم وشك وبحث من سوندار عن العشيق المجهول، وفي موجة غضب تسرع رادها إلي جوبال تسأله المشورة، ويحدث نفس الشيء لسوندار الذي يندفع إلي صديق عمره ليسأله النصح، ويلتقي الثلاثة وفي لحظات جنونية ينتزع جوبال مسدس سوندار ليقتل نفسه، ليجتمع مرة ثانية سوندار ورادها ولكنه اجتماع للنواح على ما فقدوه.

## الأسم والتسمية
سانجام: هو ملتقى الأنهار خاصة نهر الغانج الأكثر قداسه ونهر جمنة عند (الله أباد) بشمال الهند، وعلاقة ذلك بالفيلم تشرحه أول أغاني الفيلم " Mere Man Ki Ganga" والتى يطلب فيها البطل من حبيبته أن يلتقيا لقاء الانهار، وهي ترفض.

## إعداد طاقم التمثيل
كان المخرج راج كابور يفكر في إسناد البطولة للممثل ديليب كومار ليلعب دور جوبال فيرما، وافق كومار على لعب أحد دورين البطولة الرجالية، بشرط أن يُمنح الحق في عمل مونتاج النسخة النهائية من الفيلم، وبالطبع رفض المخرج، ومن ثم عرض البطولة على ديف، الذي رفض أيضًا، وأخيرا أعطى الدور للممثل راجندر كومار. وعن البطولة النسائية فقد كانت الممثلة «أيقونة الهند» نرجس، هي دائما المرشحة للبطولة النسائية، ولكن كان لنرجس قصة مع راج كابور، فقد كانت أفلامهم معا كثيرة، وكان تقاربهما سبب في قصة حب، جعلتها تطلب من كابور أن يطلق زوجته ليتزوجها، ورفض كابور ولكن لم يكن هذا السبب الوحيد لرفض نرجس الدور، فقد كانت مثلت منذ وقت قصير دور أم راج كابور في أحد الأفلام، ورأت أن تمثيل دور الأم ثم دور الحبيبة غير مناسب، ولجأ كابور إلى فيجايانتيمالا. استعان كابور بسلاح الجو الهندي في تصوير مشاهد الطيران. كان سانجام هو أول فيلم ملون للمخرج راج كابور.

## التصنيف والإنتاج
كان سانجام أول فيلم هندي يتم تصويره خارج آسيا، وفي أوروبا، كما كان أطول فيلم هندي، حيث ان زمن الفيلم 238 دقيقة، وكانت دور العرض تعرض الفيلم على فترتين بينهما استراحة. شملت مواقع التصوير الأوروبية البندقية وباريس وسويسرا ولندن، بينما شملت المواقع الهندية أوتي ووادي كشمير.
عند إصدار الفيلم، إستقبله النقاد استقبالًا جيدًا وإعتبروه أعظم مثلث حب في بوليوود، كما أشاد النقاد بأداء فيجايانتيمالا، قالت دينيش راهيجا من «ريديف»: «بكل بساطة، فيجايانتيمالا هي النضج الفني... النضج الذي تتعامل به مع شخصيتها، واللامبالاة والعذاب»، ووصفت الفيلم بأنه واحد من أكثر العروض التجارية التي لا تنسى في السينما التجارية، حقق الفيلم نجاحًا تجاريًا في جميع أنحاء الهند ودول أخرى. حقق الفيلم حوالي 110 مليون دولار أمريكي، وفي وقت لاحق تم تصنيفه على أنه الأعلى ربحًا لعام 1964 وثاني أعلى فيلم ربحًا في الستينات. تم تصنيف الفيلم في المرتبة الرابعة من قبل (بوكس اوفيس انديا) في قائمتهم (أفضل 50 فيلمًا في آخر 50 عامًا) والتي تتميز بأعلى نسبة أفلام بوليوود ربحًا على الإطلاق. تم إستقبال الفيلم بشكل جيد في دول مثل الصين وماليزيا وروسيا.

### الموسيقى والأغاني
كتب موسيقى الفيلم شانكار جايكيشان، والأغاني كتبها شيلندرا وهسرات جايبوري، وإحتلت موسيقى وأغاني الفيلم المركز الثامن من بين أفضل مائة موسيقى وأغاني للافلام حسب تصنيف «بلانت بوليوود»، وظهرت فيجايانتيمالا لأول مرة كمغنية من خلال إشتراكها في أداء أغنية «هذه هي رسالة حبي» مع المغني محمد رافي. تعتبر أغنية «لقد كبرت Mujhe Budhha Mil Gaya» من غناء المطربة لاتا مانجشكار وأداء بطلة الفيلم فيجايانتيمالا، بمثابة حجر زاوية في صناعة السينما الهندية، تقوم رادها بالرقص والغناء لزوجها في تهكم واضح لأنه لا يريد أن يأخذها إلى ملهى، وترتدي الجينز الضيق وتقوم بحركات راقصة جنسية، تحتل الأغنية مكانًا خاصًا في تاريخ السينما الهندية، حيث كانت هذه هي المرة الأولى التي يتم فيها تصوير بطلة الفيلم بشكل مثير، وبدأت بطلات الفيلم الهندي بعد هذا الفيلم بالرقص الحسي مع الأغاني

### فكرة الإنتاج
خطط راج كابور في أواخر الأربعينيات، لإنتاج هذا الفيلم تحت عنوان (غاروندا Gharonda أو العش) من بطولته مع ديليب كومار ونرجس، وقام بكتابة القصة إندير راج أناند، أثناء إخراج كابور لأول افلامه «اجا Aga» عام 1948، يتم تأجيل الفيلم لعدة أسباب بينما الاستعدادات جارية ولكن مع تغيير طاقم العمل وطاقم التمثيل وأيضا تغيير أسم الفيلم إلى «سانجام»

## جوائز
حصل الفيلم من جوائز جمعية الصحفيين السينمائيين في البنغال Bengal Film Journalists' Award 1965، على جائزة أفضل فيلم هندي، وأفضل مخرج وأفضل مونتاج وأفضل إخراج فني وأفضل تصوير سينمائي وأفضل صوت، كما حصل من جوائز فيلم فير (توازي جوائز فيلم فير لسينما بوليوود، جوائز الأوسكار للأفلام في السينما الأمريكية) على جوائز أفضل مخرج وأفضل ممثلة وأفضل مونتاج وأفضل صوت

## روابط خارجية
- مقالات تستعمل روابط فنية بلا صلة مع ويكي بيانات